# 中性流
中性流（Neutral current）是次原子粒子相互作用現象之一，這些相互作用由Z玻色子所引發。弱中性流的發現是弱力與電磁力（弱電理論）統一的重要關鍵，並導致W及Z玻色子最終被發現。
1973年，阿卜杜勒·薩拉姆、謝爾登·格拉肖以及史蒂文·溫伯格預測中性流存在，隨後加爾加梅勒的氣泡室實驗觀察到中性流作用。

## 定義
會被叫做中性流是因為Z玻色子是不帶電荷的，且此交互作用也不造成電荷的改變。例如： 
ν
e
e−
 → 
ν
e
e−
散射
{\displaystyle {\mathfrak {M}}^{\mathrm {NC} }\propto J_{\mu }^{\mathrm {(NC)} }(\nu _{\mathrm {e} })\;J^{\mathrm {(NC)} \mu }(\mathrm {e^{-}} )}
其中，描述微中子和電子的中性流為
{\displaystyle J^{\mathrm {(NC)} \mu }(f)={\bar {u}}_{f}\gamma ^{\mu }{\frac {1}{2}}\left(g_{V}^{f}-g_{A}^{f}\gamma ^{5}\right)u_{f},}，其中，{\displaystyle g_{V}^{f}}、 {\displaystyle g_{A}^{f}}是費米子{\displaystyle f}向量和軸向量的耦合。
除了膠子和光子，Z玻色子可以耦合所有標準模型的粒子。

## 外部連結
- R Nave
- https://web.archive.org/web/20120121101618/http://www.actaphys.uj.edu.pl/vol37/pdf/v37p2295.pdf
- cerncourier（页面存档备份，存于）
- THE DISCOVERY OF WEAK NEUTRAL CURRENTS, CERN Courier（页面存档备份，存于）
- public web CERN
- britannica（页面存档备份，存于）
- R Nave
- https://web.archive.org/web/20120121101618/http://www.actaphys.uj.edu.pl/vol37/pdf/v37p2295.pdf
- https://web.archive.org/web/20200629153642/https://www.symmetrymagazine.org/breaking/2009/07/07/gargamelle
- cerncourier（页面存档备份，存于）
- Padilla, Antonio (Tony). . Sixty Symbols. Brady Haran for the University of Nottingham.   [2016-03-03]. （原始内容存档于2016-03-04）.